# Laguna del Pescado
Laguna del Pescado est une localité rurale argentine située dans le département de Victoria et dans la province d'Entre Ríos. Elle se développe linéairement sur la route provinciale 11, à 15 km au sud-est de Victoria, et à 3 km au nord de la Laguna del Pescado dans le delta du rio Paraná.

## Démographie
La population de la localité, c'est-à-dire à l'exclusion de la zone rurale, était de 44 habitants en 2001 et n'était pas considérée comme une localité lors du recensement de 1991. La population du territoire de compétence du conseil d'administration était de 94 habitants en 2001.

## Histoire
Le conseil de direction a été créé par le décret no 966/1984 MGJE du 28 mars 1984 et ses limites juridictionnelles ont été établies par le décret no 2330/1987 MGJE du 14 mai 1987.
En 2011, le site est devenu une attraction pour les personnes intéressées par les OVNI en raison de l'apparition d'empreintes de pas de forme ovale. La chapelle dédiée à Rita de Casia est un objet de pèlerinage dans la région. Le rivage de la lagune n'est pas peuplé et possède une importante réserve de poissons ; il est prévu de le conserver par le biais d'une réserve naturelle.